# Кузьмин, Ариан Ильич
Ариан Ильич Кузьмин (1922—1996) — советский учёный, доктор физико-математических наук (1969), профессор, Почётный академик Академии наук Республики Саха (Якутия).
Автор более 200 научных работ, в том числе 3 монографий.

## Биография
Родился 27 декабря 1922 года в селе Иннях Олекминского района Якутской АССР в крестьянской семье. Его брат Валерий стал лётчиком, Героем Социалистического Труда.
В 1938 году поступил на подготовительное отделение Якутского педагогического института и работал препаратором физкабинета. В 1939 году стал студентом физико-математического факультета этого вуза. Учёбу Ариана Кузьмина прервала Великая Отечественная война. В Красную армию был призван будучи студентом третьего курса в марте 1942 года, служил в Забайкальском военном округе. В марте 1943 года был направлен в военно-политическое училище в Иркутске. В мае 1944 года младший лейтенант Кузьмин был направлен на службу командиром взвода 15-й батареи 3-го дивизиона 43-й отдельной зенитно-артиллерийской Краснознаменной бригады ПВО Ленинградского фронта.
Демобилизовался в ноябре 1945 года и в 1946 году окончил с отличием Якутский педагогический институт (ныне Северо-Восточный федеральный университет имени М. К. Аммосова). Работал младшим научным сотрудником мерзлотной станции Академии наук СССР. В 1947 году начал совместную работу с Ю. Г. Шафером над установкой по исследованию космических лучей. В 1960 году защитил кандидатскую диссертацию на тему «Исследование вариаций космических лучей под Землей», а в 1967 году — докторскую на тему «Космические лучи и солнечный ветер», став первым доктором физико-математических наук в Якутии.
С открытием в 1962 году Института космофизических исследований и аэрономии Ариан Ильич работал заместителем директора по науке. С 1969 года, как заместитель председателя Президиума Якутского филиала Сибирского отделения Академии наук СССР, способствовал созданию Института физико-технических проблем Севера. Сочетал исследовательскую работу с учебно-организационной деятельностью. В 1973—1986 годах он работал ректором Якутского государственного университета (ныне Северо-Восточный федеральный университет имени М. К. Аммосова). Избирался депутатом Верховного Совета Якутской АССР VII, VIII, IX, X и XI созывов от Заложного избирательного округа города Якутска; более десяти лет был заместителем председателя его Президиума.
Умер 6 июня 1996 года в Якутске. Его имя присвоено Якутскому спектрографу космических лучей.

## Заслуги
- Награждён орденами Трудового Красного Знамени (1975), Дружбы народов (1985), «Знак Почёта» (1967) и Отечественной войны 2-й степени (1945), а также медалями, среди которых «За победу над Германией в Великой Отечественной войне 1941—1945 гг.» и монгольская медаль «30 лет Победы над милитаристской Японией».
- Серебряная медаль ВДНХ СССР.
- Заслуженный деятель науки Якутской АССР (1971).
- Лауреат Государственной премии в области науки и техники Республики Саха (Якутия) (1993).